# Sint-Lievens-Houtem
Sint-Lievens-Houtem är en kommun i Belgien.   Den ligger i provinsen Östflandern och regionen Flandern, i den centrala delen av landet, 30 km väster om huvudstaden Bryssel. Antalet invånare är 9 807.
Omgivningarna runt Sint-Lievens-Houtem är en mosaik av jordbruksmark och naturlig växtlighet. Runt Sint-Lievens-Houtem är det tätbefolkat, med 427 invånare per kvadratkilometer.